# Горин-Горяйнов, Борис Анатольевич
Борис Анатольевич Го́рин-Горя́йнов (6 [18] ноября 1883, Санкт-Петербург — 15 апреля 1944, Ленинград) — русский и советский актёр театра и кино, народный артист РСФСР (1935).

## Биография

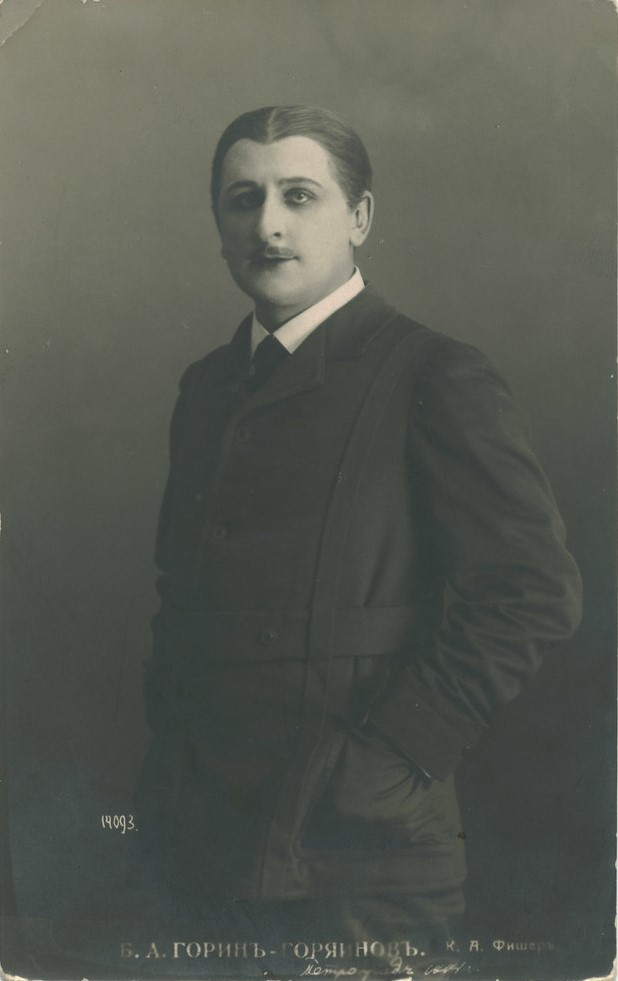
Горин-Горяйнов Б.А. 1914 г.

Могила Горина-Горяйнова на Литераторских мостках в Санкт-Петербурге.

Борис Анатольевич Горин-Горяйнов родился в Санкт-Петербурге, отец — артист Александринского театра А. М. Горин-Горяйнов.
Актёрская карьера началась в 1901 году: Горин-Горяйнов играл на сцене Гатчинского, Василеостровского театров. В 1904 году он окончил юридический факультет Петербургского университета и поступил в труппу М. М. Бородая в Киеве. Затем вернулся в Петербург, играл в Новом театре Л.Б. Яворской, в 1908 году был приглашён в московский Театр Корша, где служил до 1911 года.
С 1911 года и до конца жизни — актёр Александринского театра. Сыграл главные роли в спектаклях по пьесам «Ревизор», «Женитьба Фигаро», «Пигмалион» и других.
Горин-Горяйнов блестяще исполнял разноплановые роли, играл героев самых разных возрастов: в начале 20-х годов он одновременно играет Крутицкого в спектакле «Не было ни гроша, да вдруг алтын», Фадинара в «Соломенная шляпка», Митрофана в «Недоросле», Барона и Ваську Пепла в «На дне» и кавалера Рипафратта в «Трактирщице».
В 1933 году Горин-Горяйнов проявляет себя как театральный режиссёр: совместно с Б. Сушкевичем ставит спектакль «Дон-Кихот» на Малой сцене, в 1934 совместно с В. Дудиным — спектакль «Чужой ребенок».
Помимо работы в театре Горин-Горяйнов снимался в кино. Также является автором нескольких автобиографических книг и романа «Фёдор Волков», посвящённого судьбе русского актёра Ф. Г. Волкова.
В годы Великой Отечественной войны Горин-Горяйнов, отказавшись от эвакуации в Новосибирск, остался в блокадном Ленинграде, где и скончался в 1944 году.

## Творчество

### Роли в театре
- «Дама с камелиями» А. Дюма — Арман Дюваль
- «Сирано де Бержерак» Э. Ростана — Сирано
- «Без вины виноватые» А. Островского — Миловзоров
- «Коварство и любовь» Ф. Шиллера — Фердинанд
- «На дне» М. Горького — Васька Пепел

#### Александринский театр
- «Завтрак у предводителя» И. С. Тургенева — Балагалаев (дебют в Александринском театре)
- «Ревизор» Н. В. Гоголя — Хлестаков
- «Женитьба Фигаро» П. Бомарше — Фигаро
- «На всякого мудреца довольно простоты» А. Н. Островского — Глумов
- «Пигмалион» Дж. Б. Шоу — Хиггинс
- «Лес» А. Н. Островского — Буланов
- «Провинциалка» И. С. Тургенева— граф Любин
- «Стакан воды» Э.Скриба— Болингброк
- 1915 — «Два брата» М. Лермонтова — князь Лиговской
- 1917 — «Маскарад» М. Ю. Лермонтова — Казарин
- «Смерть Тарелкина» А. В. Сухово-Кобылина — Тарелкин
- «Не было ни гроша, да вдруг алтын» А. Н. Островского — Крутицкий
- «Соломенная шляпка» Э. Лабиша и Марк-Мишеля — Фадинар
- «Недоросль» Д. И. Фонвизина — Митрофан
- «На дне» М. Горького — Барон
- «Трактирщица» К. Гольдони — кавалер Рипафратта
- «Цезарь и Клеопатра» У. Шекспира — Цезарь
- «Мещанин во дворянстве» Мольера — Журден
- «Волки и овцы» А. Н. Островского — Мурзавецкий
- «Бойцы» Б. Ромашова — Ленчицкий
- «Огненный мост» Б. Ромашова — Дубровин-отец
- «Мандат» Н. Эрдмана — Гулячкин
- «Плоды просвещения» Л. Н. Толстого — Звездинцев
- «Горе от ума» А. С. Грибоедова — Фамусов
- «Свадьба Кречинского» А. В. Сухово-Кобылина — Расплюев
- «Таланты и поклонники» А. Н. Островского — Нароков
- 1936 —  «Лес» А. Н. Островского — Аркашка Счастливцев
- 1941 —  «Дон Кихот» М. А. Булгакова по М. Сервантесу — Санчо Панса

### Фильмография
- 1911 — Оборона Севастополя
- 1928 — Хромой барин
- 1934 — Поручик Киже — граф Пален
- 1942 — Варежки — Никифорович

## Признание и награды
- 1935 — народный артист РСФСР
- 1939 — орден Трудового Красного Знамени[1]
- 1940 — орден «Знак Почёта»[2]